# Otroctví

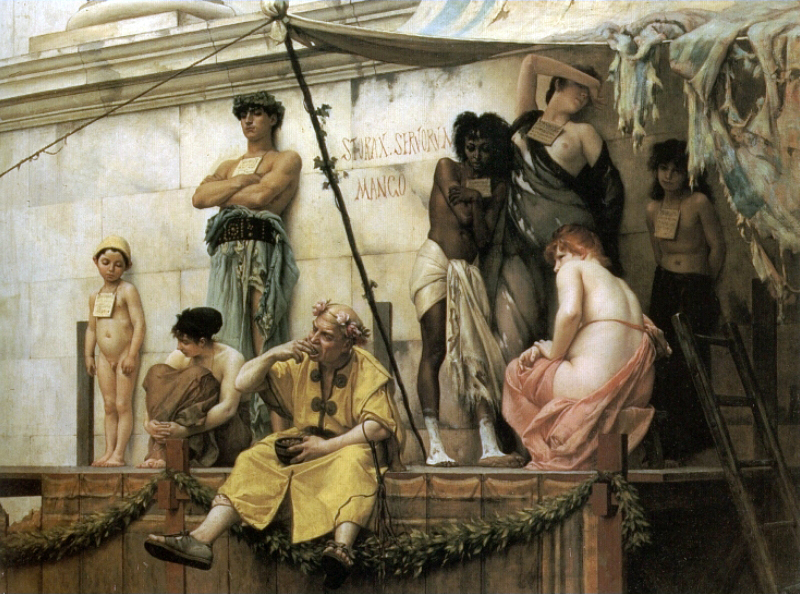
Trh s otroky

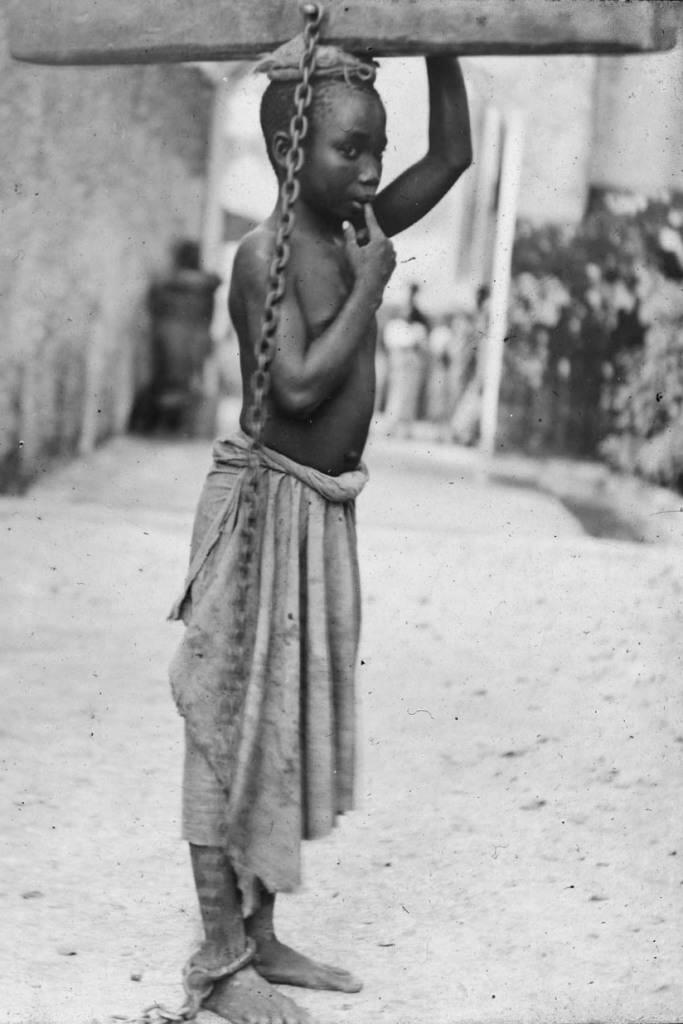
Otrok v Zanzibaru. 'Trest arabského pána za drobný přečin.' cca 1890.

Otroctví je označení pro stav nesvobody, při kterém jsou lidé (otroci) po právní i faktické stránce obchodovatelným majetkem zbaveným osobní svobody a je využíváno jejich práce; takový společenský řád se pak nazývá otrokářství. V širším slova smyslu se hovoří o otroctví i v případech, kdy je jedna osoba na druhé natolik závislá, že je nucena pro ni proti své vůli pracovat a je tím zbavena osobní svobody, byť se teoreticky nejedná o stav protiprávní nebo právem přímo definovaný.
Neolitická revoluce je spjata se vznikem otrokářství. Historicky bylo legálně využívané ve většině zemí světa a bylo považováno za normální (pozitivní) součást života (společenský žebříček a služba bohům). Starověké Řecko či starověký Řím na něm byly existenčně závislé a velkou roli hrálo ještě při produkci americké bavlny v 19. století (práce otroků značně zlevňovala její produkci a zvýhodňovala ji tak na evropských trzích). Otroctví bylo běžnou praxí v mnoha takzvaných „civilizovaných západních zemích“ po staletí, zejména v období kolonialismu a transatlantického obchodu s otroky. Hlavními aktéry v obchodu s otroky byly evropské mocnosti jako Portugalsko, Španělsko, Francie, Nizozemsko a Velká Británie, které zotročily miliony Afričanů a převážely je přes Atlantik do Ameriky. Dnes je prakticky ve všech zemích světa (včetně České republiky) zakázané a zakazuje je a stíhá i mezinárodní právo (viz Úmluva o otroctví z roku 1926, Všeobecná deklarace lidských práv z roku 1950).
Ve slovanských zemích navíc slovo „otrok“ mělo (a někde i dnes má) význam jiný než „sluha“ – nedospělé děti (dítě – „otroče“) jako mladík/syn („otrok“) či dívka/dcerka („otroczyca“). Existují náznaky, že se ve Velkomoravské říši vybírala daň z potomků.
Navzdory zákazům je možné se setkat s otroctvím i dnes. I v civilizovaném světě se objevují různé nezákonné případy naplňující širší definici otroctví. Ve faktickém otroctví jsou často drženy ženy, které se staly obětí obchodu s bílým masem a jsou nuceny k prostituci (prakticky všude po světě, včetně České republiky), ve Španělsku byla v roce 2005 zatčena skupina lidí, která organizovala otrockou práci mentálně postižených v zemědělství.
S otroctvím se lze setkat i na státní úrovni, definici otroctví jako nesvobodné práce odpovídá práce vězňů v nápravných institucích států. Nucená práce vězňů se v Evropě využívala od začátku 16. století. Nacistické Německo nutilo obyvatelstvo okupovaných zemí vykonávat nucené práce ve svém válečném průmyslu. Obrovského rozsahu dosáhl systém pracovních táborů v SSSR. Sovětský vzor následoval i komunistický režim v Československu, který rovněž vytvořil síť táborů nucené práce. Prací vězňů získávají nezanedbatelné prostředky firmy vlastnící nápravná zařízení ve Spojených státech (vězeňsko-průmyslový komplex), v západních zemích jsou za využívání nucené práce vězňů kritizovány Čínská lidová republika a Severní Korea. Podle odhadu ministerstva zahraničí Spojených států Severní Korea drží v táborech 150–200 tisíc vězňů, zbavených základních práv a nucených každý den tvrdě pracovat zejména v uhelných dolech, při těžbě dřeva a na polích. V africkém státě Niger bylo otroctví postaveno mimo zákon teprve v roce 2004, některé humanitární organizace ale odhadují, že v otroctví stále žije až 8 % obyvatel Nigeru. Otroctví přetrvává i ve státech Mauritánie, Mali a Súdán. Všechny tyto státy se nacházejí na pomezí arabské a černé (subsaharské) Afriky. Otroci jsou příslušníci různých černošských etnik, kteří žijí v otroctví již po celé generace a přijali identitu svých pánů (např. poarabštělí Haratínové černé pleti). Majiteli černých otroků jsou nomádské kmeny žijící na Sahaře a v oblasti Sahelu – Arabové (bílí Maurové v Mauritánii nebo baggarské kmeny v Súdánu), berberští Tuaregové a Fulbové.
Otrokářství je často vnímáno pouze jako jeden z typů společenského systému. Ovšem ze sociopsychologického pohledu představuje extrémní způsob stratifikace (rozvrstvení) společnosti, který otevírá závažné etické otázky z hlediska otrokáře, které jsou aktuální, pokud tento vyznává nějaký hodnotový systém (náboženský). Zatímco dnes panuje obecná shoda ohledně etiky otrokářství, případy totalitních režimů zejména z 20. století ukazují, že psychologie lidského jedince patrně neprošla nějakým zásadním vývojem a určité státní formy otrokářství (ve smyslu zbavení lidských práv určitých sociálních skupin) jsou i v současné době možné.[zdroj?]

## Historické podoby otrokářství

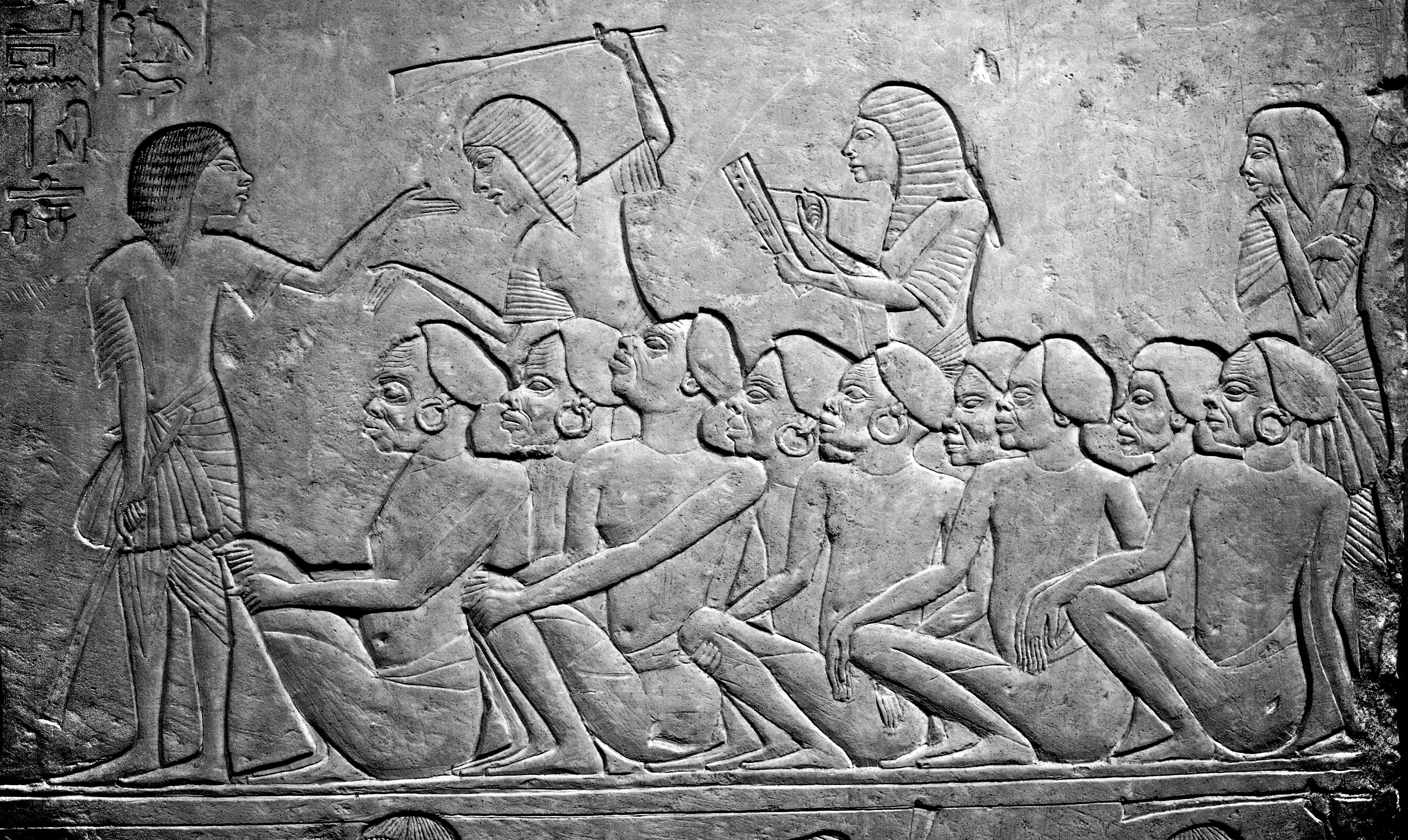
Núbijci na trhu s otroky ve starověkém Egyptě

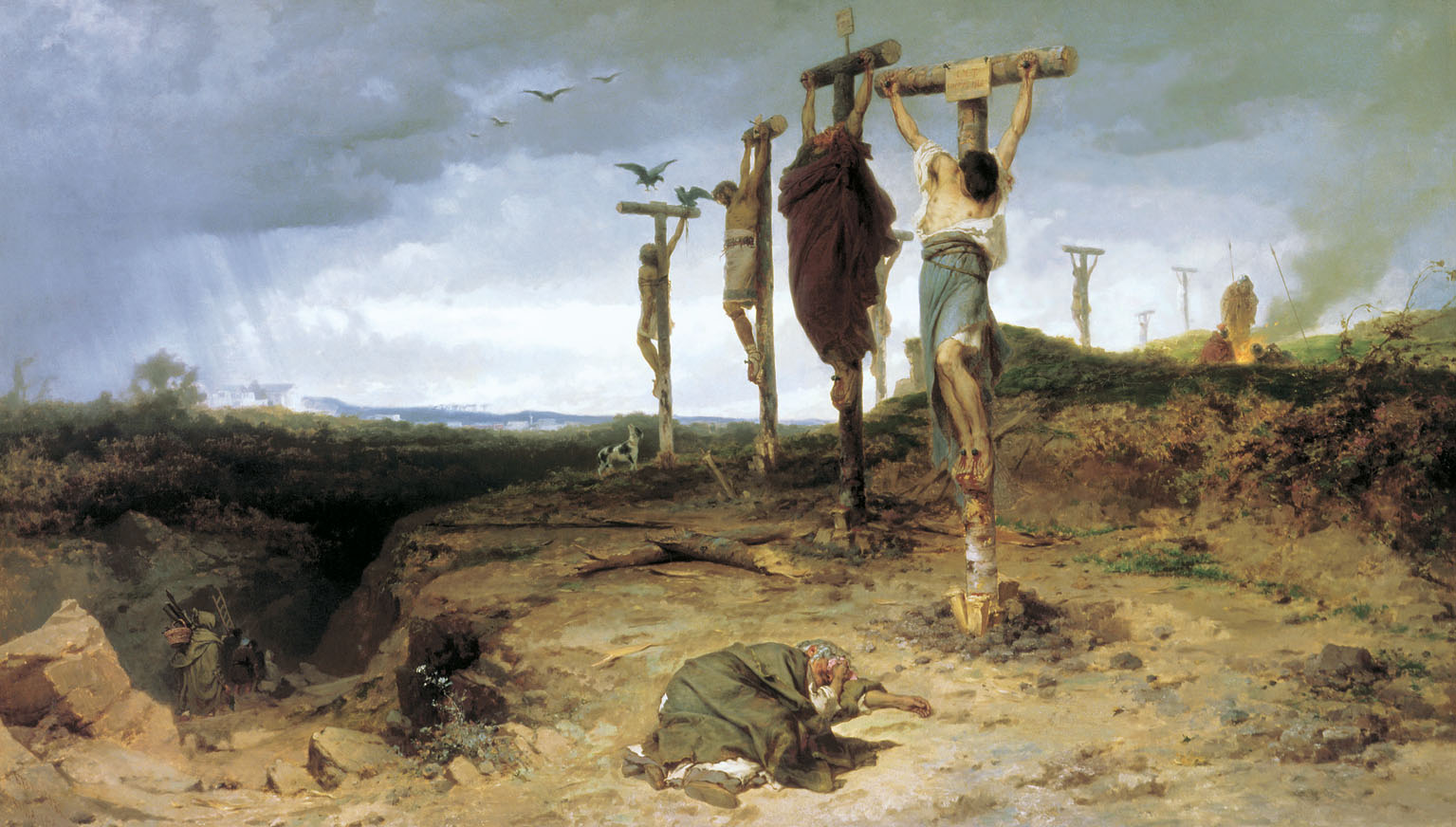
Ukřižovaní otroci ve starověkém Římě

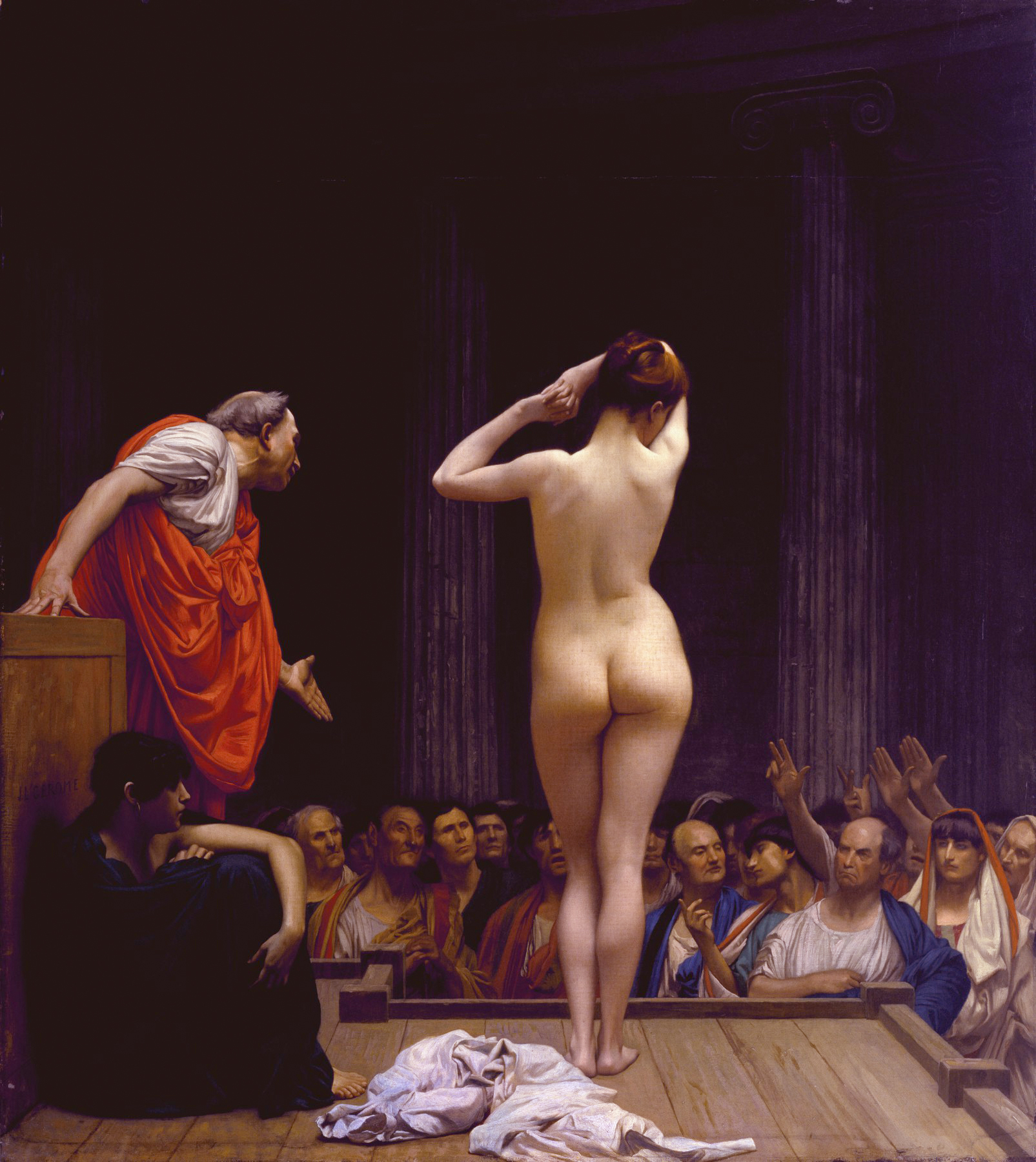
Jean-Léon Gérôme: Otrokyně na prodej

Neolitická revoluce souvisí se zavedením otrokářství, protože předchozí lovci a sběrači byli společností rovnostářskou, která byla většinou polygamní, neznaje otcovství, majetek či války.

### Starověk
Otroctví bylo ve starověku velmi rozšířené, zmiňováno bylo již v nejstarších literárních památkách jako je Chammurapiho zákoník. V Mezopotámii bylo postavení otroka buď jako věci (celkem luxusní a méně časté) či otroka, který splácel svůj dluh (častější varianta), ale nemohl býti prodán. V Egyptě se rozmáhá během Střední říše a otroci jsou také značkováni pro případ útěku.
Ve starověkých Athénách v 5. století př. n. l. a v římské Itálii v 1. století př. n. l. tvořili otroci až 1/4 veškeré populace.

#### Otroctví ve starověkém Římě
Ve starověkém Římě mělo otroctví nejprve patriarchální povahu. Spolu s rozvojem státu však došlo i ke změně chápání postavení otroka z neplnoprávného člověka na živou věc. Postavení otroka římské právo definovalo zásadou servus nullum caput habet (otrok nemá žádnou „hlavu“, nemá právní osobnost) ze které však v různých konkrétních případech slevováno. Postupem času se v Římě zvyšoval počet státních i soukromých otroků, kteří se otroky stávali jako potomci otroků, váleční zajatci či z jiného důvodu (zotročení pro nevděk, zotročení pro dluhy, podvodný prodej svobodného občana do otroctví, kterého se prodávaný dobrovolně účastnil atd.). Ačkoliv nesměl být svobodný člověk bezdůvodně zotročen, tak k takovým porušením práva v určitých fázích dějin Římské říše často docházelo.
Z otroctví mohl být člověk propuštěn, ve výjimečných případech dokonce pojil zákon propuštění z otroctví s vykonáním nějakého skutku či dlouhodobější jednání (např. záchrana života císaři či pracování určitý počet let v nějakém povolání). Počátkem císařství bylo propouštění otroků natolik rozšířené, že byly vydány zákony (Lex Fufia Caninia a Lex Aelia Sentia), které propouštění omezovaly. V poslední fázi dějin Římské říše často docházelo ke splývání postavení kolónů a otroků a pod vlivem křesťanství i ke změně chápání osoby otroka. V mnoha oblastech přešel otrokářský systém plynule do systému feudálního.
Spartakovo povstání (známé též jako třetí povstání otroků) bylo největší povstání otroků ve starověkém Římě, které ohrozilo samotnou existenci mocné Římské republiky.

#### Otroctví ve starověkém Izraeli
Otroctví ve starověkém Izraeli se odlišovalo od institutu otroctví v jiných starověkých společnostech. Tato skutečnost vyplývala z toho, že náboženství starého Izraele vytvořilo také na svou dobu ojedinělé etické učení a právní systém, v nichž byly silné důrazy na sociální cítění.
V židovském právu zůstával otrok lidskou bytostí a byl subjektem práva, tj. byl nositelem práv. Mojžíšův zákon chránil otroka proti svévolnému mrzačení a stíhal jeho usmrcení otrokovým pánem. Pokud pán poškodil zrak nebo chrup otroka, byl povinen ho jako kompenzaci propustit (Ex 21,26-27). Otrokův život byl chráněn jako život kteréhokoli jiného člověka. Deuteronomium (23,15-16) dokonce zaručuje uprchlým otrokům azyl a zakazuje jejich vydání jejich pánům. Toto ustanovení ostře kontrastuje s tím, co je známo z jakéhokoli starověkého právního systému a zejména z práva římského. Ve prospěch izraelských otroků existovala ustanovení o sobotním odpočinku (Ex 20,10), ustanovení o účasti na slavení pesachu (Ex 12,44), svátků týdnů (Dt 16,11), ustanovení časově omezující otroctví otroků izraelského původu (Ex 21,2; Dt 15,12) a chránící zájmy otrokyň prodaných za družky svých pánů (Ex 21,7-11).

### Středověk
Proti zotročování evropských křesťanů ze strany jinověrců i jiných křesťanů aktivně bojovala církev. Podle Domesday Book z roku 1086 tvořili otroci v Anglii okolo 10 % obyvatel. Ve 12. století došlo v severozápadní Evropě k přechodu z otroctví k nevolnictví. Polsko zakázalo otroctví v 15. století; na Litvě bylo otroctví formálně zrušeno v roce 1588; instituce otrocví byla nahrazena tzv. druhým znevolněním. V Rusku otroctví existovalo až do roku 1723, kdy car Petr Veliký přeměnil domácí otroky na domácí nevolníky. Ruští zemědělští otroci byli formálně přeměněni na nevolníky dříve, v roce 1679.

#### Arabský obchod s otroky

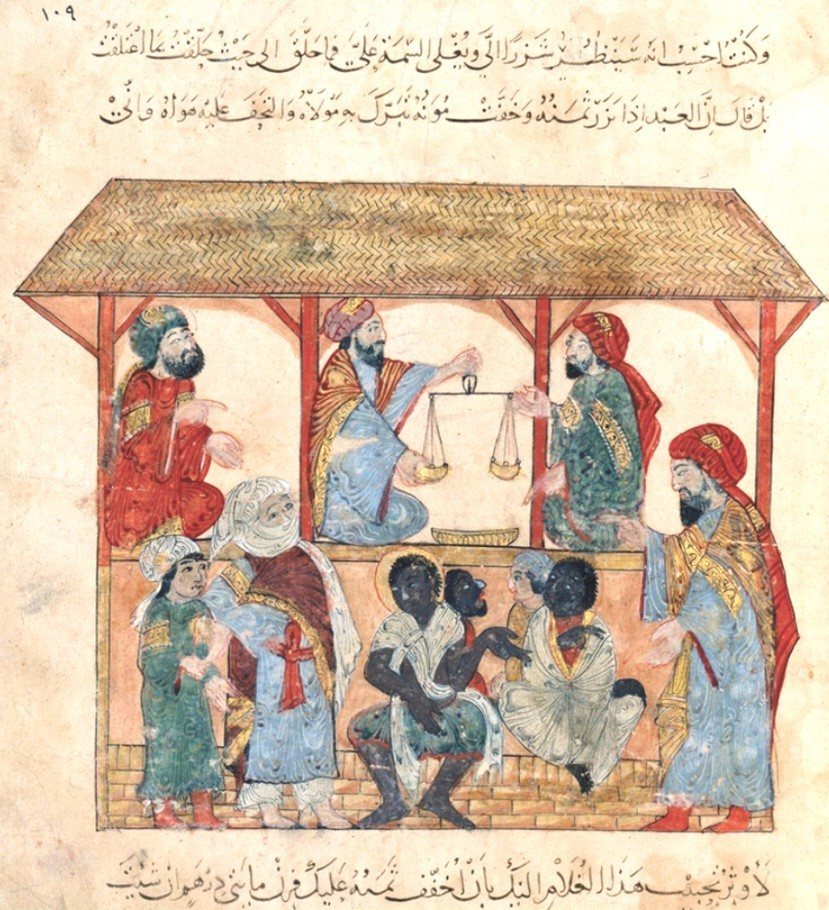
Obchod s otroky ve 13. století v Jemenu. Jemen od otroctví oficiálně upustil v roce 1962.

Třetina populace raných islámských států západního Súdánu (dnešní Západní Afrika) jako Ghana (750–1076), Mali (1235–1645), Segou (1712–1861) a Songhaj (1275–1591) byla zotročena.
Otroci byli zakoupeni nebo odchyceni na hranicích islámského světa a poté importováni do hlavních center, kde probíhaly trhy s otroky, odkud byli ve velkém distribuováni. V 9. a 10. století černí otroci mohli představovat alespoň polovinu z celkového počtu obyvatel dolního Iráku. Ve stejné době mnoho otroků v regionu také pocházelo ze Střední Asie a Kavkazu a mnoho otroků bylo také pořízeno za válek s křesťanskými národy středověké Evropy.

#### Otroctví v Čechách
Český historik Josef Žemlička ve své knize Čechy v době knížecí píše: „Obchod s otroky v Evropě provozovali po celý raný a z části vrcholný středověk většinou židé. V té době Praha patřila k hlavním evropským překladištím otroků. Od západních i východních Slovanů mířily otrocké transporty na trhy většinou v Orientu. Židovští obchodníci také dopravovali kolem 12. stol. na uherské trhy jak cizí zajatce, tak i část zotročeného domácího lidu.“

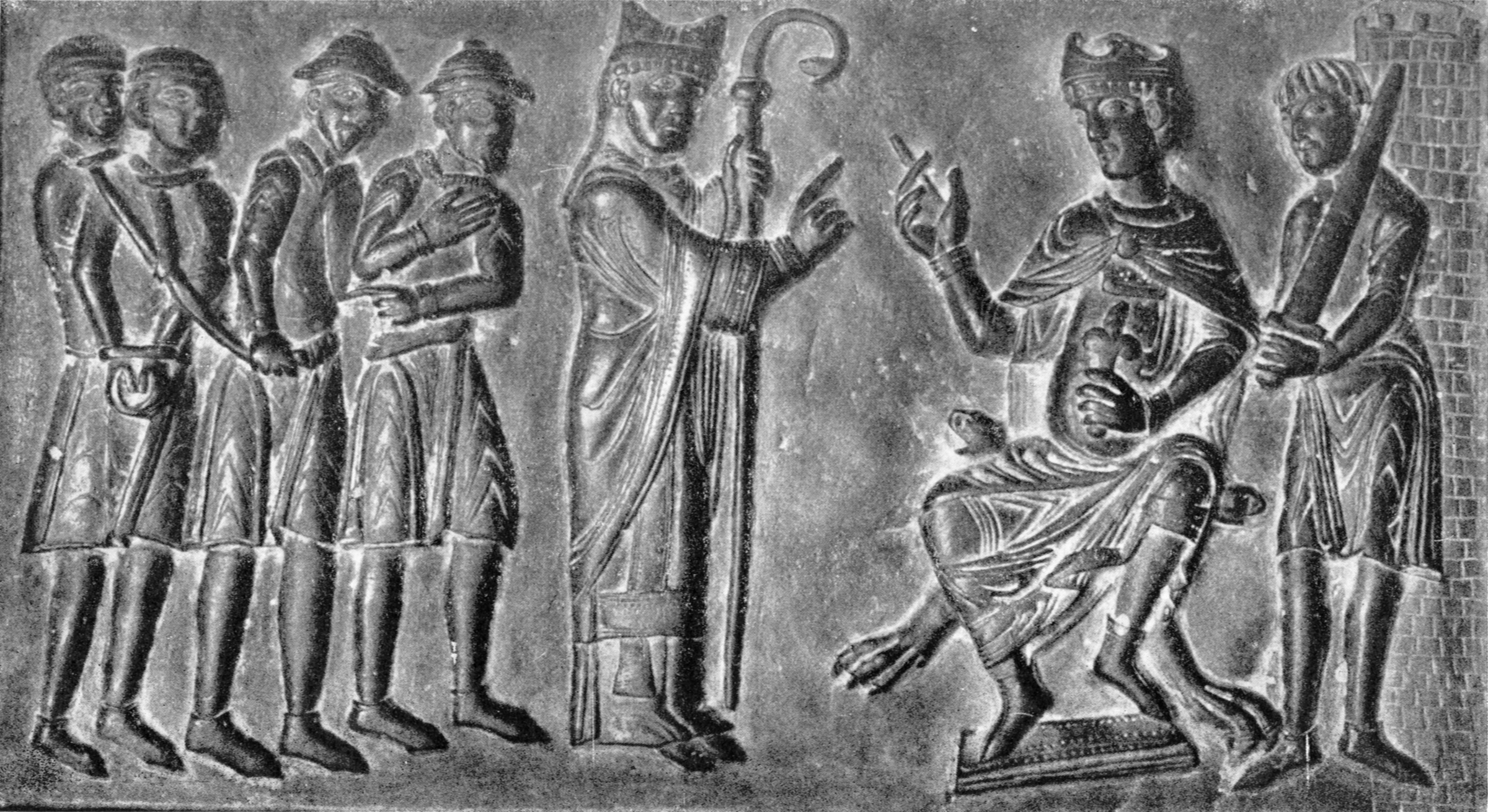
Sv. Vojtěch na dvoře knížete Boleslava II. vystupuje proti židovským obchodníkům s otroky (detail z vrat v katedrále v Hnězdně)

Slovanské slovo „otrok“ původně značilo člověka, který neměl právo účastnit se „roku“ – tj. sněmu, ať už pro nízký věk, nebo z jiných příčin. Dodnes v některých jazycích slovo „otrok“ znamená prostě „dítě“. V 2. polovině 10. století byla Praha jedním z velkých center obchodu s otroky, existují ovšem i doklady, že otroctví existovalo i v rámci Velkomoravské říše (nálezy okovů, arabské zprávy o trhu Moravanů). Příčinou je, že po obsazení Karpatské kotliny Maďary na počátku 10. století došlo k přesunu mezinárodní obchodní cesty, která spojovala Córdobský chalífát s Kyjevem a dále s chazarskými trhy na Volze, na sever – vedla tak nyní přes Prahu a Krakov. Pražský trh se tak dostal do velmi výhodného postavení a Boleslav I. tuto situaci využil ještě dále k východní expanzi podél této obchodní cesty, což mu zajistilo zvýšenou kontrolu nad proudícím zbožím a zároveň umožnilo získat pohanské otroky k vlastnímu prodeji. Hlavním zdrojem příjmů Přemyslovců byl v tomto období právě obchod s otroky (např. tzv. „daň z míru“, vybraná od svobodných domácích obyvatel za rok odpovídala ceně asi 90 otroků). Kolaps této politiky nadešel až ve chvíli, kdy nové zdroje pro „lov“ pohanských otroků nebyly k dispozici, východní oblasti přemyslovského státu připadly křesťanským státům (Kyjevské Rusi a Krakovsko Polsku). V té době se objevila snaha prodávat do muslimských zemí (často prostřednictvím židovských obchodníků) jako otroky i křesťany, což církev rozhodně nevítala – vyvolalo to spor o mezi Slavníkovcem sv. Vojtěchem a Boleslavem II. Vojtěch totiž proti prodeji křesťanských otroků jinověrcům protestoval, což se u panovníka a elitních vrstev nesetkalo s pochopením. V době nemoci knížete Boleslava II. pak jeho družina rod Slavníkovců vyvraždila.
Existence otroctví, byť ne jako hybné síly ekonomiky raně středověkého státu, je doložena v písemných pramenech až do 12. století. Není zcela jasné, jak byl institut otroctví v českém státě právně ošetřen a tudíž ani není známo datum jeho legislativního zrušení v Českých zemích.

### Raný novověk (15.–19. stol.)

#### Otroctví v Africe

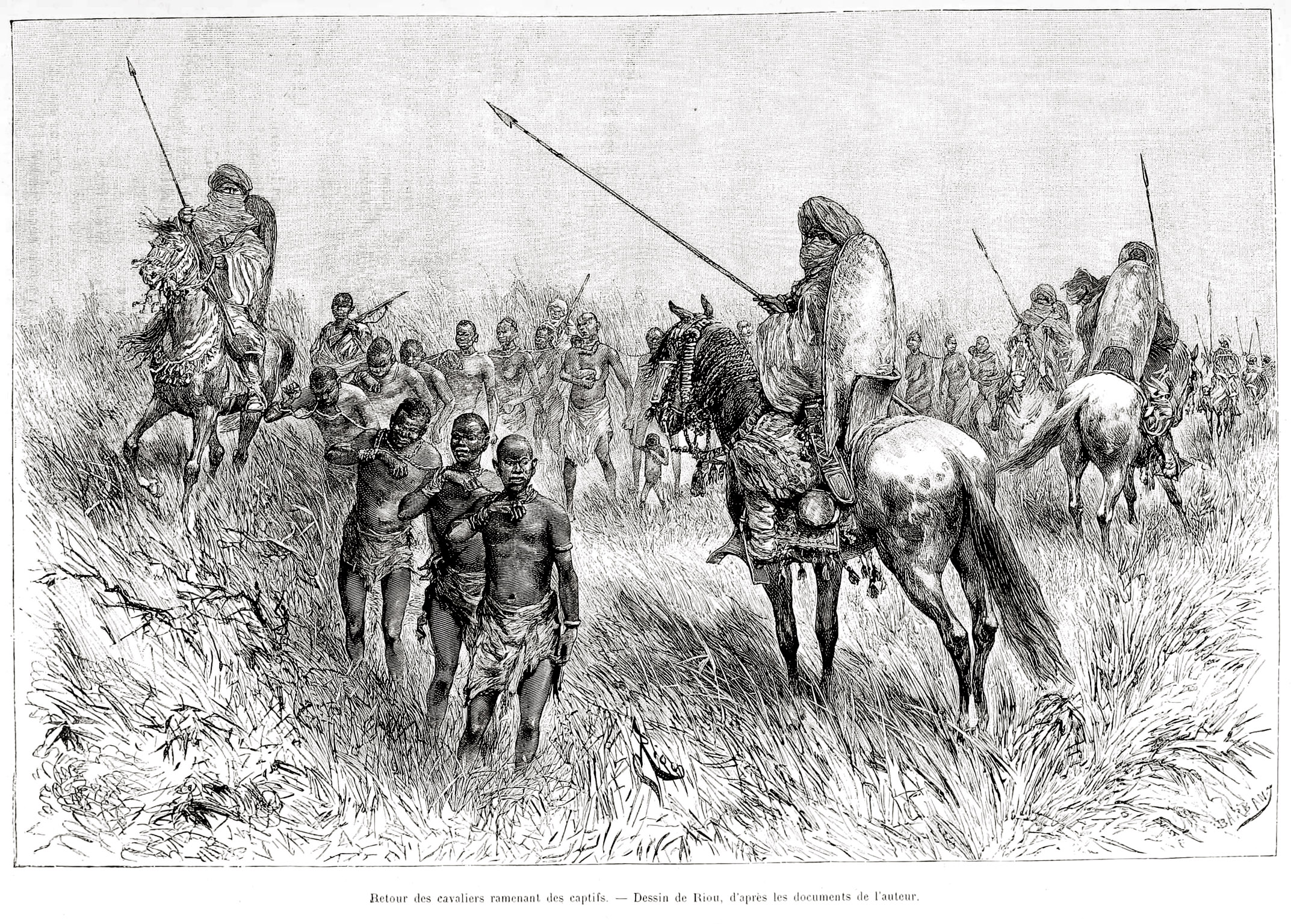
Mossijští nájezdníci vedou zotročené zajatce

Africké státy hrály klíčovou roli v obchodu s otroky a otroctví bylo běžnou praxí mezi subsaharskými Afričany ještě před zapojením Arabů a Evropanů. V Konžském království tvořili otroci okolo třetiny populace. V říši Bornu bylo zotročeno asi 40 % obyvatel. Mezi Joruby a v Ašantském království tvořili zotročení lidé třetinu obyvatel. V oblasti Senegambie byla mezi lety 1300 a 1900 zotročena téměř jedna třetina populace. V 19. století tvořili otroci přibližně polovinu obyvatel Sokotského sultanátu. V letech 1750 až 1900 tvořili zotročení lidé jednu třetinu až 2/3 veškeré populace fulbských džihádských států.
Základem ekonomiky Dahomejského království byl obchod s otroky. Dahomejci často pořádali vojenské výpravy proti okolním kmenům, aby mohli zajatce prodat Evropanům. Neprodané zajatce Dahomejci zotročili pro práci na vlastních plantážích nebo je využili k lidským obětem. Také Beninská říše zotročovala kmeny ve vnitrozemí a zajatce prodávala Evropanům.
Atlantický obchod s otroky začal v roce 1441, když portugalský kapitán Antam Gonçalvez na západním pobřeží Sahary získal dva černé otroky, muže a ženu, a dodal je Jindřichu Mořeplavci, za což byl povýšen do rytířského stavu. O čtyři roky později Portugalci postavili pevnost na ostrově Arguin při pobřeží dnešní Mauretánie.
Obchod s otroky vzkvétal od poloviny 14. století, především v návaznosti na pěstování cukrové třtiny, které se postupně rozšiřovalo v oblasti Středomoří (Evropané se z ní naučili vyrábět cukr od Arabů v průběhu křížových výprav). Kromě zisku otroků ovšem Portugalci chtěli získat i přístup na trh se zlatem. V roce 1415 nedokázali udržet marockou Ceutu, což mělo na jejich podíl v obchodě s touto komoditou nemalý vliv. Arguin tak měl sloužit jako obchodní místo pro karavany se zlatem mířící jinak do Maroka.

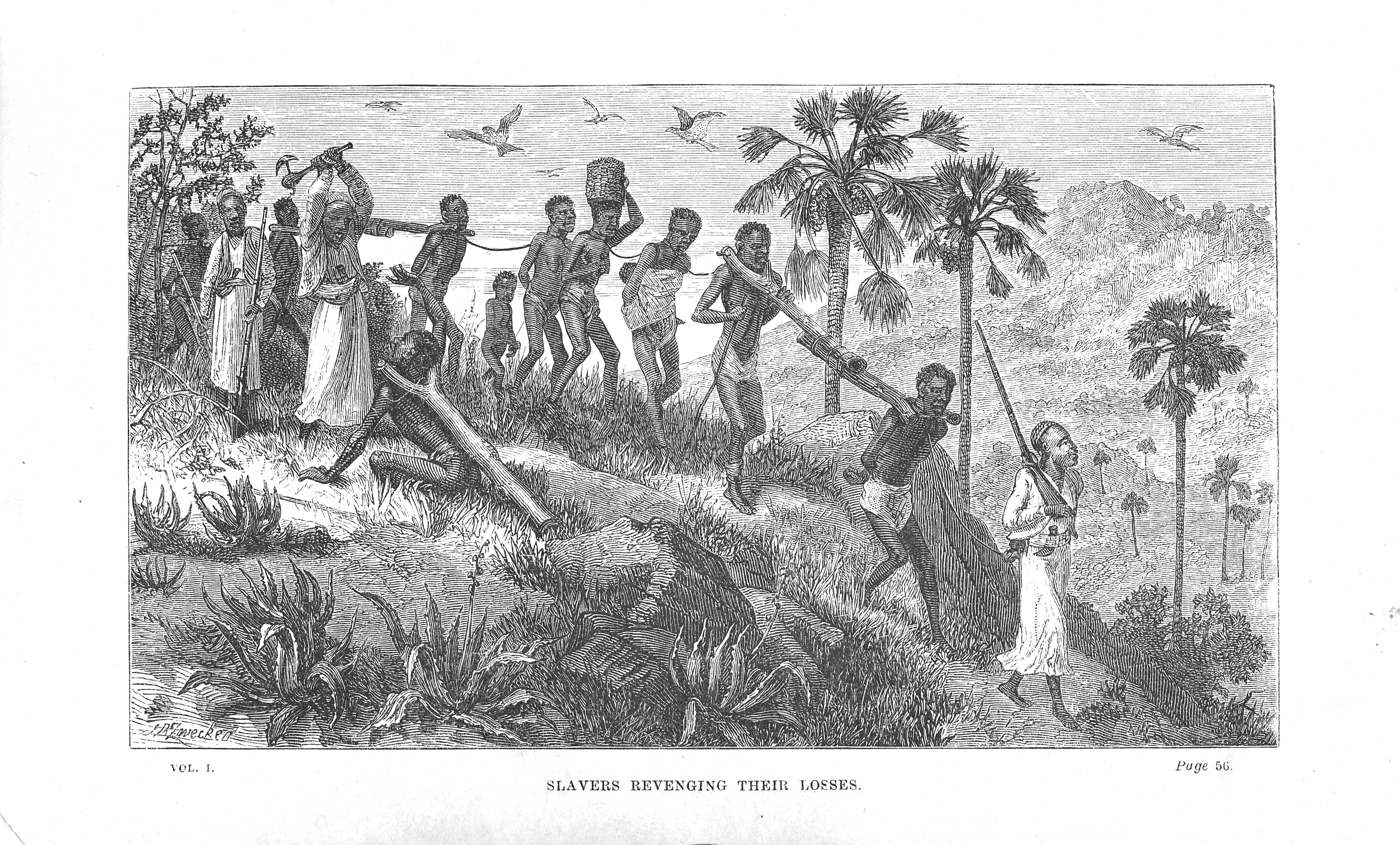
Arabsko-svahilští obchodníci ovládali arabský obchod s otroky ve východní Africe

Otrokářství bylo ovšem běžné i v samotných afrických společnostech, které v řídce osídlených oblastech trpěly nedostatkem pracovní síly. Portugalci tak od počátku získali řadu obchodních partnerů, kteří byli do obchodu s otroky zapojení již dříve – například Maurové či království Wolofů (tamní král neváhal Maurům a později i Portugalcům prodat i své poddané výměnou za koně a jiné zboží. Za devět až čtrnáct otroků získal král jednoho koně, pomocí nichž pořádal razie na další otroky a žil tak z obchodu s nimi). Řada kmenů ovšem se do tohoto obchodu odmítala zapojit (do konce 17. století se mu vyhýbal lid Jola, nikdy se jej nezúčastnil lid Baga (dnešní Guinea) či Kru (dnešní Libérie)). Navíc příslušníci těchto kmenů kladli v otroctví velký odpor a snažili se zabít své pány či sami sebe, což nakonec Evropany zcela odradilo od jejich zotročování.
V roce 1482 Portugalci založili pevnost Elmínu na Zlatém pobřeží, čímž obešli transsaharský obchod a získali přístup přímo ke zdroji zlata. V roce 1506 již tvořily příjmy z obchodu se zlatem čtvrtinu příjmů portugalské koruny a teprve po roce 1700 jej ve výnosnosti vystřídali otroci. Od Akanů na Zlatém pobřeží bylo zlato kupováno za otroky dovážené z jiných částí Afriky. Koně v místních podmínkách totiž neměli dlouhou životnost a dřívější dodávky palných zbraní zakázal papež v obavě, že by se mohly dostat do rukou muslimů. Otroky sem Portugalci dováželi především z Beninu, který mohl po územních expanzích prodávat zajatce. Ve strachu ze ztráty pracovní síly ovšem místní vládce v roce 1516 vývoz otroků zakázal. Portugalci tak Akanům dodávali otroky z delty Nigeru a Iby žijící dále na východ.

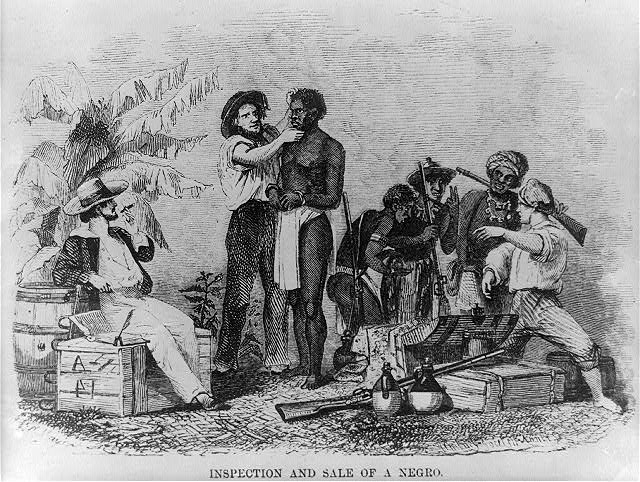
Afričané se aktivně podíleli na obchodu s otroky

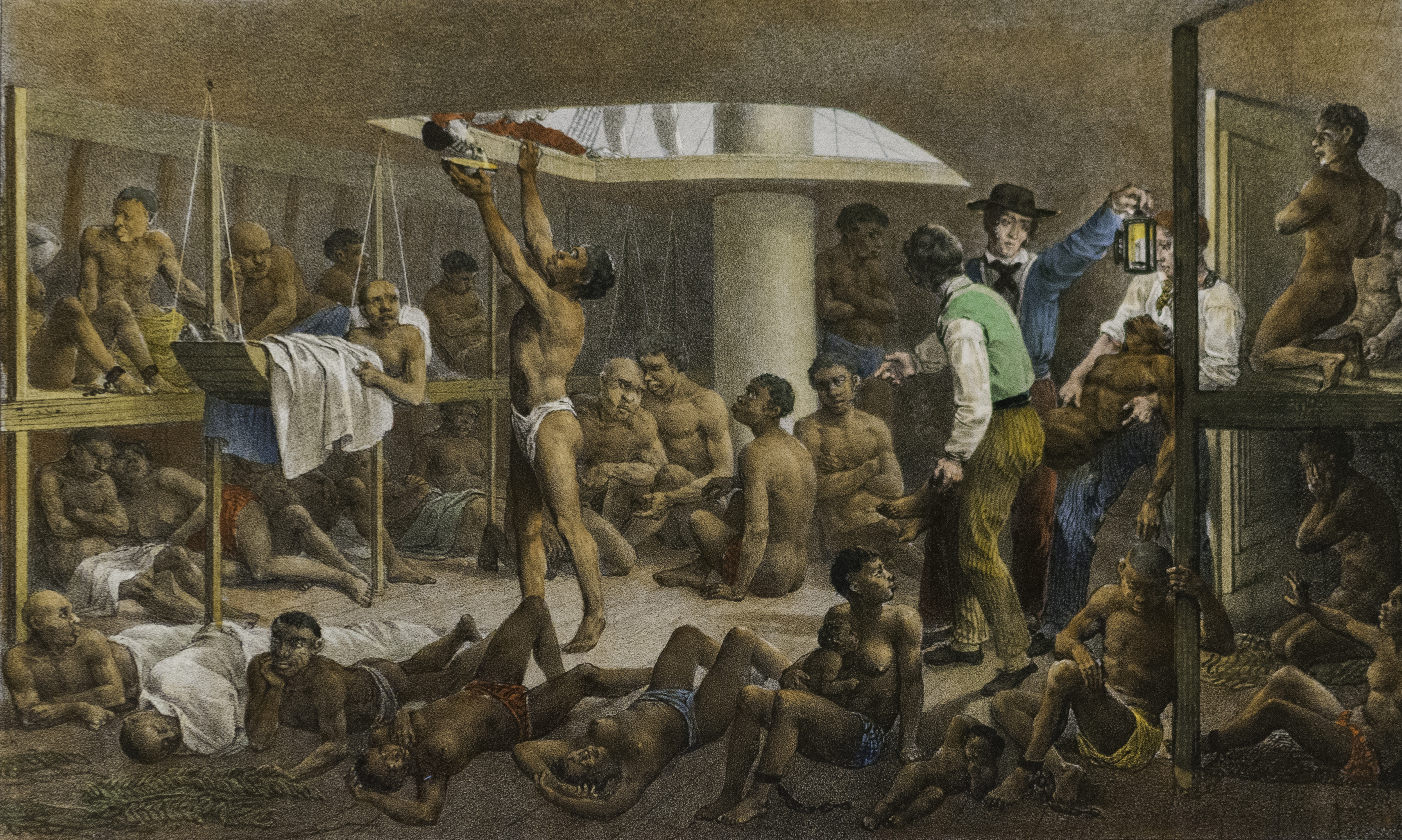
V podpalubí otrokářské lodi plující do Brazílie

V roce 1500 začali Portugalci na ostrově Svatý Tomáš pěstovat cukrovou třtinu. Pracovní sílu získávali v nedalekém Kongu. Konžský král Afonso Mbemba Nzinga nastoupil na trůn v roce 1506. Od Portugalců přijal písmo, některé technologie a pravidelně s nimi obchodoval; byl křesťanem stejně jako jeho otec. Pro značný úpadek a vylidnění, které byly spojeny s obchodem s otroky – obyvatelé Konga se zotročovali navzájem v touze po portugalském zboží, v roce 1526 Portugalci z Konga odváželi dva až tři tisíce otroků ročně – Afonso ovšem obchod omezil. Přesto se toto království nadále rozmohlo a přetrvalo až do poloviny 17. století. Portugalci následně založili významné středisko obchodu s otroky v Luandě (roku 1576). Otroky odtud vozili do Portugalska, na Madeiru, Svatý Tomáš a od roku 1532 též do Ameriky, jejíž domorodé obyvatelstvo bylo decimováno epidemiemi evropského původu. Od roku 1540 se cukrová třtina pěstovala i v Brazílii. Zejména kvůli své vyšší imunitě se afričtí otroci v Americe osvědčili a na konci 16. století tam již mířilo 80% afrického vývozu otroků.
Výsadní pozici Portugalců zničili Nizozemci, kteří se nejprve zmocnili severní Brazílie (roku 1630), Elmíny (1637) a přechodně i Luandy (1641). Za velice nízké ceny pak otroky vyváželi hlavně do střední Ameriky. Jejich pozice posléze převzali Britové a Francouzi prostřednictvím společností se zvláštními privilegii (např. Royal African Company v roce 1672), které v 18. století vystřídali soukromí obchodníci s otroky – jejich společnosti sídlili hlavně v Liverpoolu a Nantes. Například na někdejší francouzskou kolonii Haiti byl dovezen necelý milion Afričanů (ti zde v roce 1791 uskutečnili úspěšnou vzpouru).
Nebyli to jen Evropané. Podle střízlivých odhadů arabští otrokáři v osmnáctém a devatenáctém století odvlekli z Afriky deset až osmnáct milionů lidí. Arabští otrokáři jsou aktivní dodnes.
Otrokářství mělo jednoznačně záporné dopady na růst počtu obyvatel v některých částech Afriky, například v Angole. V jiných částech Afriky jsou však reálné dopady přítomnosti Evropanů sporné. Je nutno vzít v potaz, že ve stejné době Evropané do Afriky zavlekli některé nemoci, jichž byla území na jih od Sahary dříve ušetřena pro svou izolaci, na druhou stranu sem Evropané přinesli vysokokalorické plodiny z Ameriky: maniok (kasava) a kukuřice. Demografické dopady těchto změn byly jistě také významné.
| Období    | Počet přepravených otroků |
| --------- | ------------------------- |
| 1450–1600 | 367 000                   |
| 1601–1700 | 1 868 000                 |
| 1701–1800 | 6 133 000                 |
| 1801–1900 | 3 330 000                 |

#### Otroctví v Karibiku

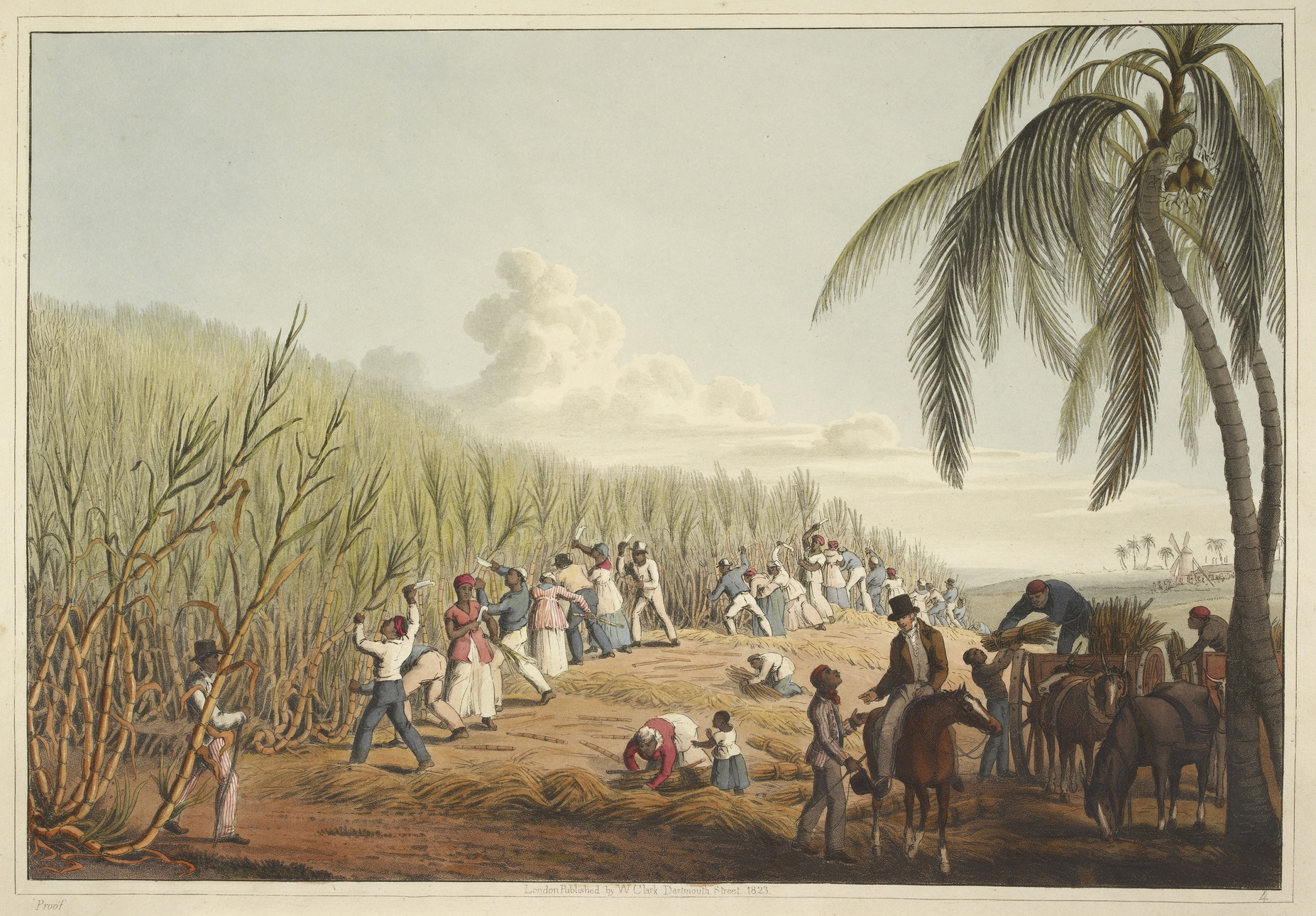
Otroci pracující na plantáži cukrové třtiny v britské kolonii Antigua, 1823

V dobách kolonialismu Evropané využívali otroky ve svých koloniích. Například cukrová třtina se přepočítávala na životy otroků. Na pozadí Velké francouzské revoluce propuklo ve francouzské kolonii Saint-Domingue v roce 1791 povstání černých otroků známé jako Haitská revoluce.
Nicméně již v roce 1807 deklarovala Velká Británie za nelegální veškerý obchod s otroky, o rok později zákaz následovali Dánové, Švédové, a dovoz otroků z Afriky zakázaly také Spojené státy. Otroctví bylo zakázáno v britských koloniích v Karibiku v roce 1834. V důsledku britského nátlaku v roce 1836 obchod s otroky ukončili Portugalci. Nizozemci ukončili obchod s otroky v roce 1814. Otroctví v nizozemských koloniích bylo zakázáno v roce 1863. V portugalských koloniích bylo otroctví zrušeno roku 1869.

#### Otroctví v Jižní Americe

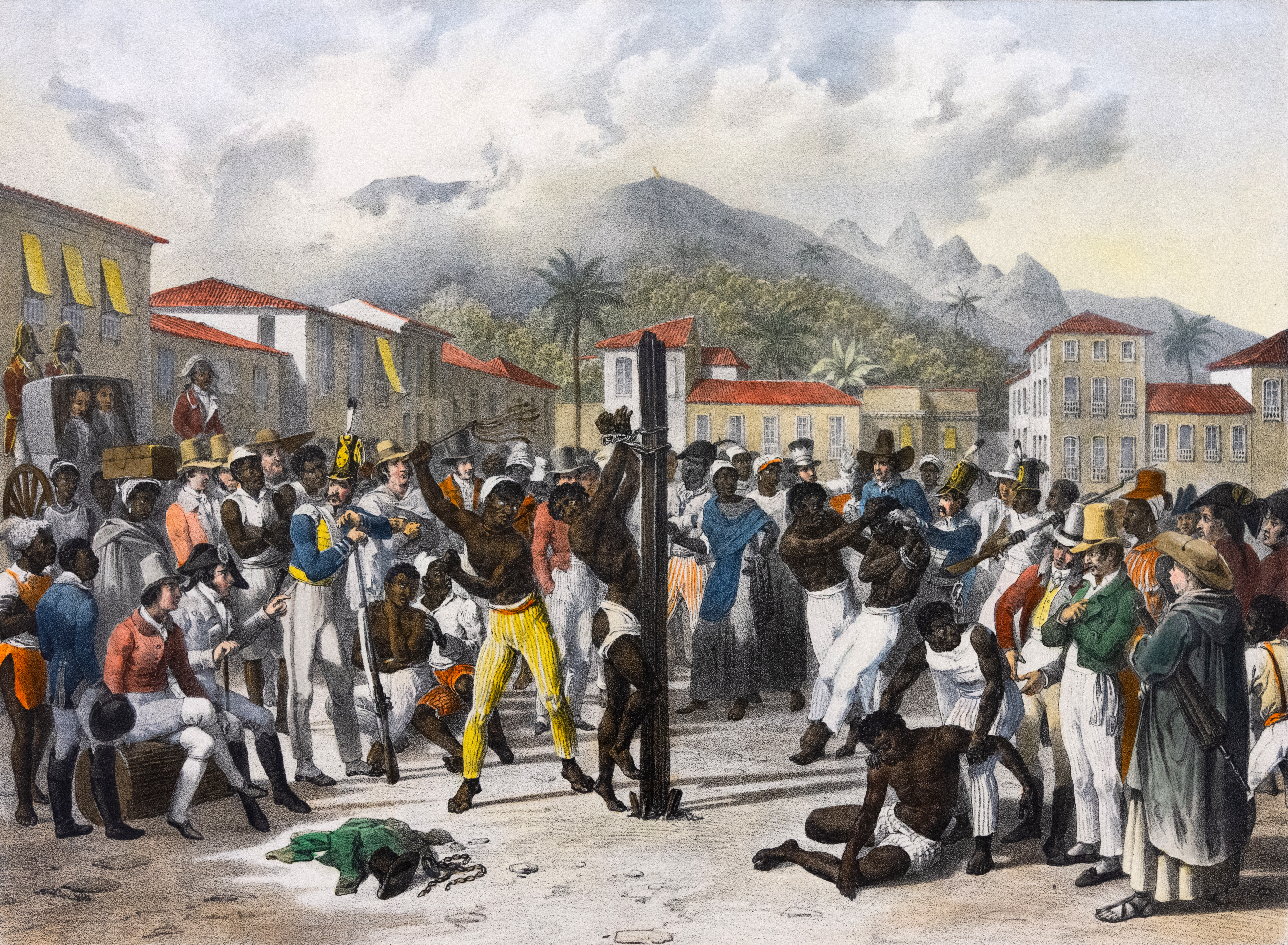
Veřejné potrestání otroků v Brazílii, kolem roku 1830

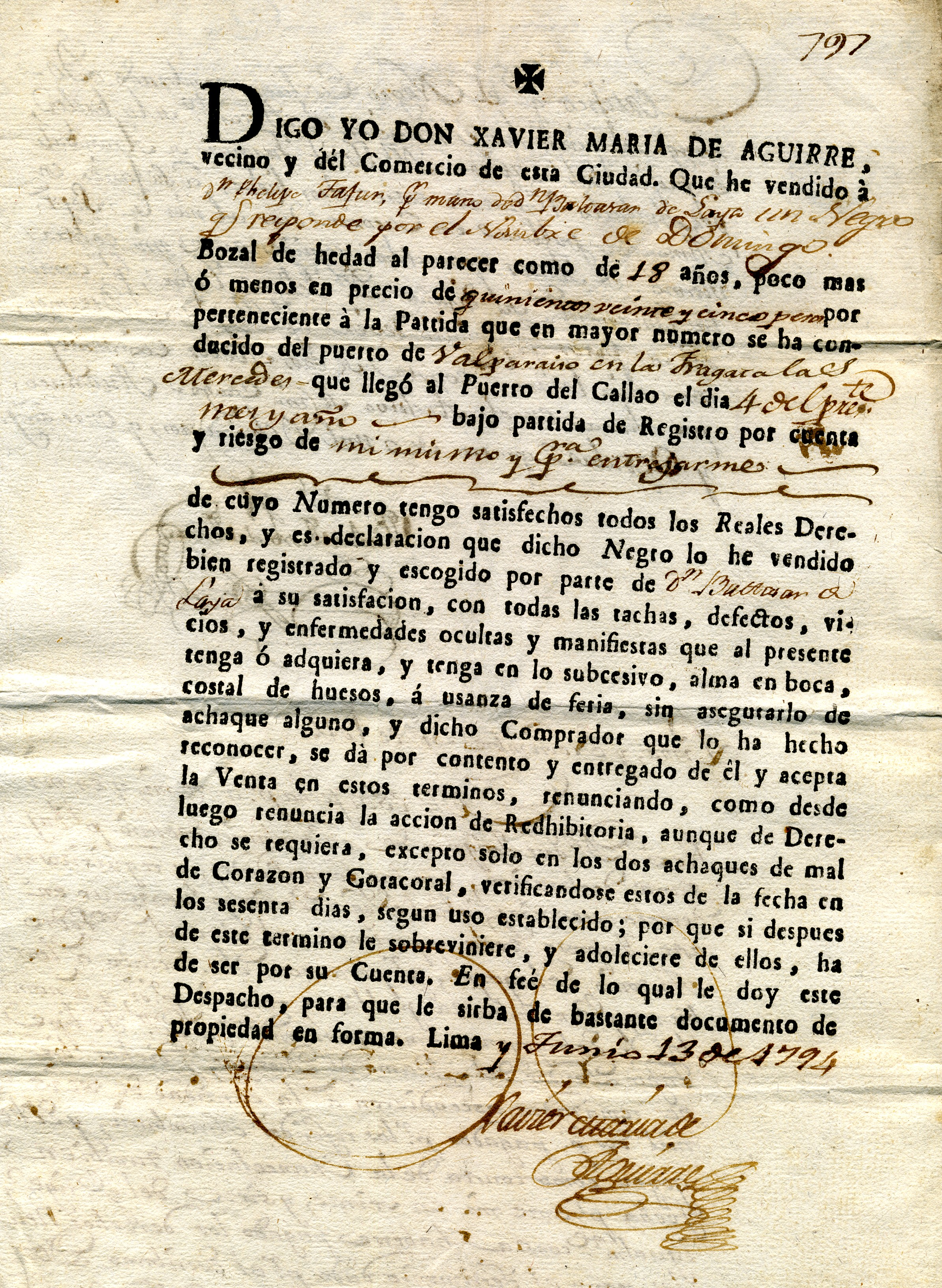
Smlouva o koupi osmnáctiletého otroka (Lima, Místokrálovství Peru, 13. 10. 1794)

Otrokářství v podobě využívání místních lidí bylo u Španělů spíše výjimkou než pravidlem, rozšířenější byl dovoz černých otroků z Afriky. Portugalci zpočátku využívali jihoamerické indiány častěji a zpočátku podnikali rozsáhlé otrokářské výpravy i do španělských držav a na území jezuitských redukcí. Tuto praxi ukončily až drtivé porážky, které jim v bitvách u Caazapá Guazú (1639) a na řece Mbororé (1641) připravily jezuity vyzbrojené a vedené indiánské milice.
Konec otroctví v Brazílii přišel 13. května 1888, kdy podpisem princezny-regentky Isabely vstoupil v platnost tzv. Zlatý zákon, kterýje zrušil. Zákon ve svých důsledcích vedl k pádu monarchie, kterou svrhl o rok později puč zorganizovaný rozzuřenými plantážníky, kteří se přidali k republikánům. Obnovit otroctví se jim už ale po vyhlášení republiky nepovedlo.

#### Afričtí otroci v USA

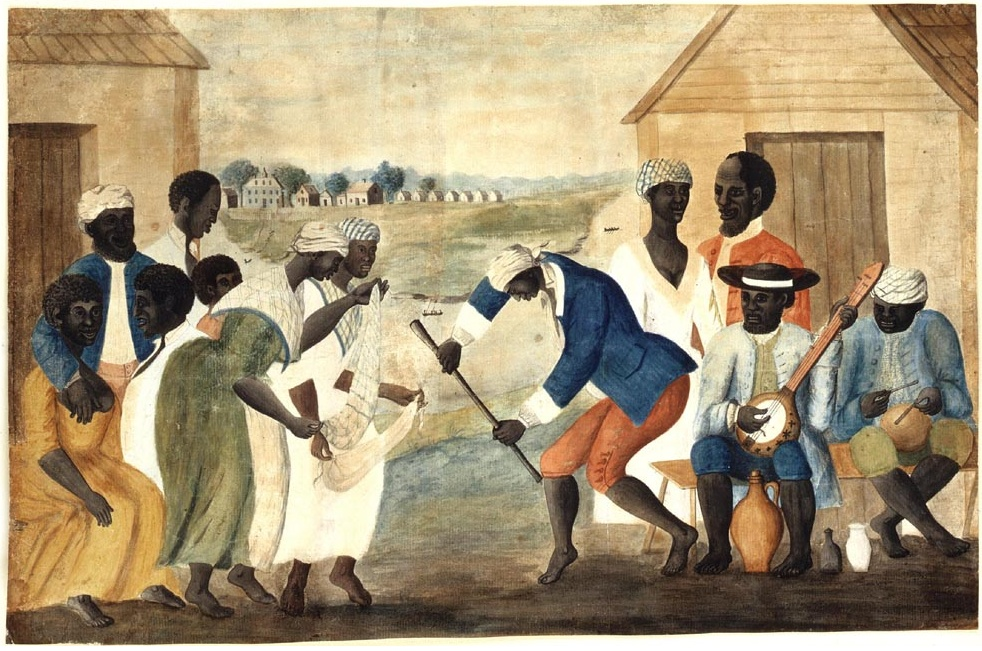
Otroci na plantáži v Jižní Karolíně, cca 1790

Přítomnost černých otroků provází kolonizaci Amerického kontinentu od samého počátku. Již v roce 1619 přistála první loď s otroky v Jamestownu. Jejich počáteční status je však podobný ostatním kolonizátorům – jejich vztah k majiteli je zajištěn smluvně. Do 60. let 17. století bylo také zvykem pokřtěné otroky propouštět na svobodu. Postupně, jak hospodářský význam otroctví v jižní části Spojených států narůstal, se však jejich situace zhoršovala a nové zákoníky „Slave codes“ jim vymezovaly postavení téměř bezprávného majetku.
Významnými otrokáři v Americe byla rodina Carrollů a jejich bohatství bylo založeno na práci otroků. Charles Carroll byl v zásadě proti otroctví a říkal: „Proč udržovat naživu otázku otroctví? Všichni připouštějí, že je to velké zlo.“ Přestože podporoval jeho postupné zrušení, své vlastní otroky neosvobodil. Carroll představil návrh postupného zrušení otroctví v marylandském Senátu, ale návrh neprošel. V roce 1828, ve věku 91 let, působil jako prezident „Auxiliary State Colonization Society of Maryland“ (Pomocné státní kolonizační společnosti v Marylandu), marylandské pobočky „American Colonization Society“ (Americké kolonizační společnosti), která se věnovala návratu černých Američanů zpět do Afriky, ke svobodnému způsobu života v zemích jako je Libérie.
Otroctví bylo v USA zrušeno prezidentem Abrahamem Lincolnem v roce 1863 – ale pouze na území Unií neovládaných „povstaleckých států“ a z propagačních důvodů (snaha o zabránění uznání Konfederace Evropou). Otroctví v celých USA bylo zrušeno až víc než půl roku po jeho smrti 6. prosince 1865. Z formálního hlediska však došlo ke zrušení otroctví na území USA až v únoru 2013, kdy jako poslední americký stát dokončilo ratifikaci třináctého dodatku ústavy Mississippi.

#### Otroctví v Asii
Megasthenés ve svém díle Indika otroky mezi sedmi popisovanými skupinami obyvatelstva nezmiňuje. Pravděpodobně první známý případ, kdy se vladař zajímal o postavení otroků, pochází z Maurjovské říše za vlády Ašóky (304–232 př. n. l.).[zdroj?]
V 15. až 17. století tvořila otrocká třída nobi nejméně 30 % obyvatel Koreje.

#### Otroctví v Osmanské říši

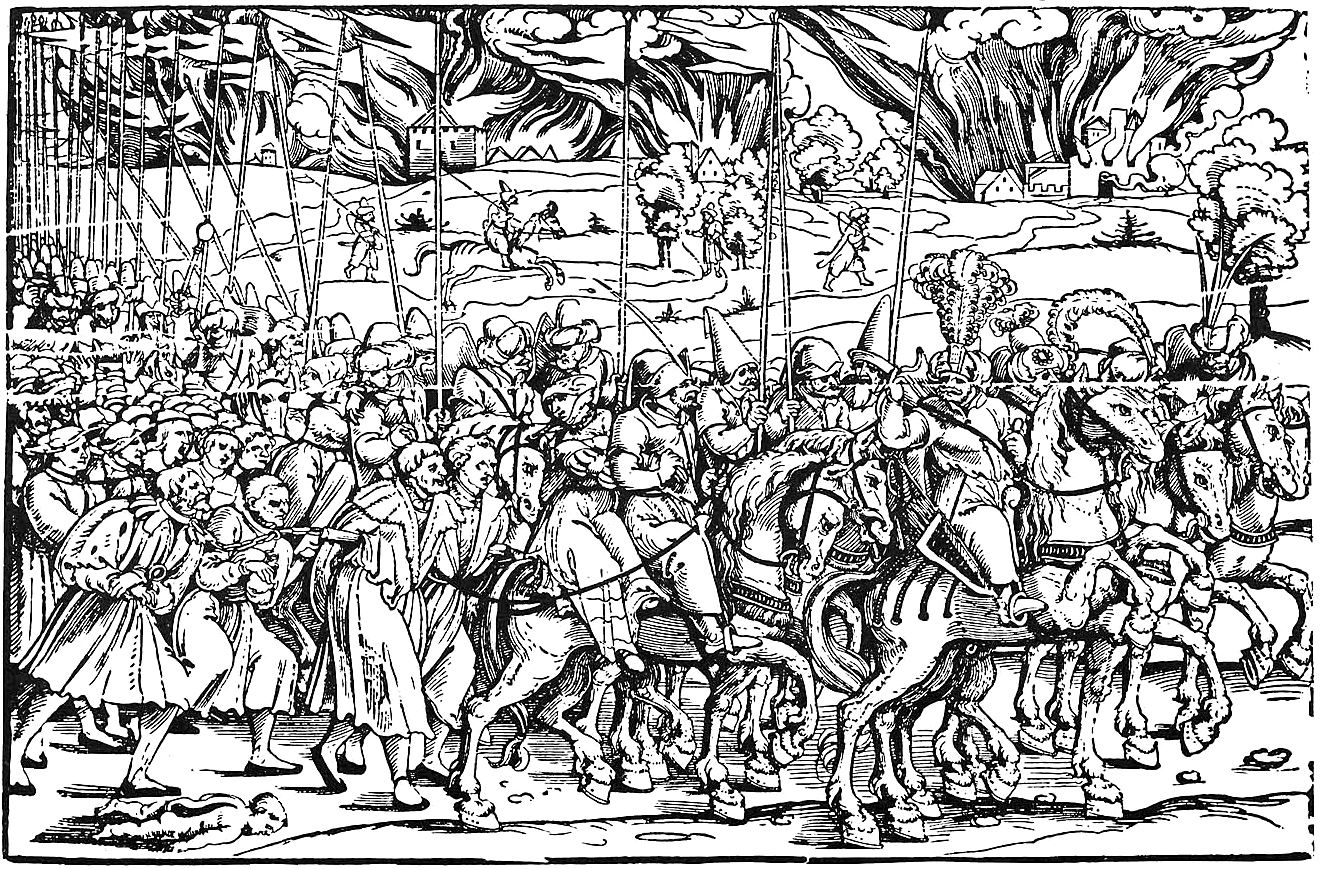
Během expanze Osmanské říše na Balkán bylo zajato a prodáno do otroctví mnoho místních obyvatel

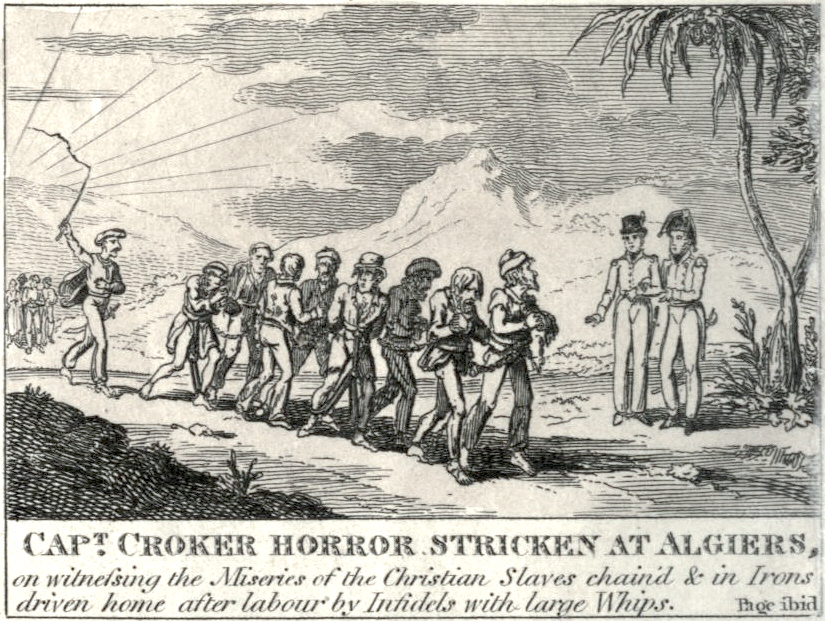
Britští důstojníci jsou svědky utrpení křesťanských otroků v Alžíru (1815)

Tataři z Krymského chanátu a Nogajci, kterým vládli krymští chánové, potomci Čingischána a od 15. století vazalové osmanského sultána, podnikali téměř každý rok loupeživé vpády, při kterých byla vylidněna prakticky celá jižní a východní Ukrajina. Někteří historici odhadují, že při nájezdech obávané krymskotatarské jízdy, tzv. sklízení stepí, mezi 15. a 18. stoletím, bylo odvlečeno a prodáno do otroctví v Osmanské říši až 3 miliony lidí, především Ukrajinců, ale také Rusů, Bělorusů a Poláků. (Jednou z unesených byla i rusínská dívka Roxolana, která se stala konkubínou tureckého sultána Sulejmana I. a matkou jeho následníka. Její osud byl však výjimečně příznivý.) V roce 1571 byla krymskými Tatary vypálena dokonce i Moskva a mnoho tisíc obyvatel odvlečeno do otroctví. V roce 1663 podnikli krymští Tataři společně s Turky také několik nájezdů na Moravu, při kterých bylo uneseno do otroctví na 12 000 lidí, především mladých dívek a dětí. „Čoskoro sa začalo ohavné neslýchané prznenie a znásilňovanie žien a panien,“ napsal očitý svědek evangelický farář Štefan Pilárik o ženách, které Tataři odvlekli. Otrokářské nájezdy Tatarů ukončila až ruská carevna Kateřina Veliká ovládnutím Krymského chanátu roku 1783.
Při nájezdech berberských (barbarských) pirátů ze severní Afriky bylo odvlečeno do otroctví přes 1 milion Evropanů. Zlatý věk severoafrických pirátů nastal v 16. a 17. století, kdy využili záštity mocné Osmanské říše a ze základen v Alžíru či Salé podnikali nájezdy dokonce až u pobřeží Irska a Islandu. Do čela severoafrických pirátů se počátkem 16. století postavil obávaný turecký velitel Chajruddín Barbarossa. V roce 1571 byla sice spojená turecko-alžírská flotila poražena Svatou ligou v krvavé bitvě u Lepanta, ale během několika let získali piráti svojí převahu ve Středomoří zpět. Pobřeží Itálie, Španělska a středomořských ostrovů bylo prakticky vylidněno, protože obyvatelé byli odvlečeni do otroctví nebo uprchli do hor. (Do otroctví byl např. unesen i mladý Miguel de Cervantes a několik let žil jako otrok v Alžíru, než byl vykoupen svou rodinou.) Křesťanští otroci byli s oblibou využíváni – kromě pozic sluhů v domácnostech a pomocných pracovníků v řemeslech a na poli – jako veslaři na osmanských a severoafrických galérách, což byla obávaná, zničující dřina. Flota maltézského řádu se svými akcemi snažila o ničení muslimských loďstev a osvobozování zotročených veslařů (významným úspěchem byla zejména bitva u Lepanta, po níž bylo od vesel tureckých galér osvobozeno na 12 000 křesťanských otroků), podobně jako o vykupování otroků usilovaly katolické řády trinitářů a mercedářů, ovšem pirátství a otrokářství se po staletí v středomořské oblasti nedařilo výrazněji zmírnit.
Výraznou úlevu pro středomořskou plavbu i pobřežní oblasti znamenaly až berberské války (1800–05, 1815) v nichž spojenci Švédsko, USA a Sicílie dokázali zlomit sílu severoafrických států, vazalů Osmanské říše, a omezit jejich pirátsko-otrokářské nájezdy spojené s požadavky výkupného. Definitivní konec pirátství a lovení otroků v těchto končinách nastal pak roku 1830, po dobytí Alžíru francouzskou armádou a vybudování druhé francouzské koloniální říše.

### 20. století

#### Sovětský Gulag
Gulag byl sítí sovětských pracovních táborů, do kterých byli umísťováni politicky nespolehliví jedinci a skupiny. Vězni pracovali v nuzných podmínkách často nedostatečně vybavení. Za práci dostávali pouze jídlo. Počet obětí Gulagu se odhaduje na více než 8 milionů lidí – Solženicin uvádí počty násobně větší.

#### Otroctví v nacistickém Německu
Otroctví v nacistickém Německu se týkalo především nucené práce, kterou musely vykonávat miliony lidí z okupovaných území během druhé světové války. Tito lidé, mezi nimiž byli váleční zajatci, civilisté a příslušníci koncentračních táborů, byli násilně deportováni do Německa a dalších oblastí pod kontrolou nacistů.
Nucená práce byla systematicky organizována a kontrolována státními institucemi a korporacemi, včetně velkých průmyslových podniků jako IG Farben a Volkswagen. Pracovní podmínky byly extrémně těžké, s dlouhými pracovními hodinami, nedostatkem potravy a špatným zacházením, což vedlo k vysoké úmrtnosti.
Kromě nucené práce existoval také systém otrocké práce v rámci koncentračních táborů. Vězni, včetně Židů, Romů, Slovanů, politických vězňů a dalších skupin, byli nuceni pracovat v nelidských podmínkách ve prospěch vojenského a hospodářského úsilí Německa. Mnozí z těchto vězňů nepřežili těžké podmínky a brutální zacházení.

#### Komunistické otrokářství v ČSR (50. léta)
Komunistické vedení Československa v počátcích své vlády zřídilo instituce a organizace, v nichž využívalo své politické odpůrce k fakticky otrocké práci – šlo například o Tábory nucené práce (1948–1954) a Pomocné technické prapory (1950–1954), jakož i některá oddělení ve věznicích. Těmito zařízeními prošly řádově desetitisíce politických vězňů a „politicky nespolehlivých“ občanů (např. kněží, kulaků, členů nekomunistických stran, šlechticů, hrdinů „západního odboje“ a dalších lidí s (předpokládaným) „nepřátelským poměrem k socialistickému zřízení“). Další skupinu, podrobenou nezákonné internaci a využívanou jako levná pracovní síla, představovaly řeholní sestry.
Pracovní podmínky v těchto zařízeních bylo lze velmi často pokládat za nelidské – s nesplnitelnými výkonovými normami, jejichž nenaplnění bylo tvrdě postihováno. V některých odvětvích docházelo k velkému počtu úmrtí či doživotnímu zmrzačení vězňů a napravovaných, neboť dodržování už tehdy běžných pravidel bezpečnosti práce bylo považována za luxus, na který „tento typ pracujících“ nemá nárok.

## Rušení otroctví

### Zákaz otroctví v katolické církvi
Obecně odmítavou a závaznou oficiální reakci katolické církve na otrokářství obsahuje encyklika Sicut dudum papeže Evžena IV. z 13. ledna 1434, která se týkala zotročování domorodců na Kanárských ostrovech španělskými obchodníky. Papež nařídil všechny otroky propustit na svobodu do 15 dnů od vyhlášení encykliky a neuposlechnutí jeho příkazu, jakož i další pokračování v obchodu s lidmi, trestal tehdy nejtěžším možným trestem pro křesťana, automatickou exkomunikací. Španělští dobyvatelé, kteří do té doby považovali domorodce za druh zvířat a nikoliv za lidi, ovšem nařízení neuposlechli a nadále ho ignorovali.
V roce 1462 papež Pius II. označil otrokářství jako těžký hřích (magnum scelus). V roce 1537, papež Pavel III. opětovně zakázal zotročování Indiánů a ostatních lidí v papežské bule Sublimus Dei, což zopakoval a potvrdil i Papež Urban VIII. v roce 1639 při schvalování jezuitské misie do Afriky a papež Benedikt XIV. 22. prosince 1741 v bule Immensa Pastorum principis, která odsoudila otrokářství jako takové a která výslovně jmenovala otrokářství v Americe.

### Chronologický přehled
V achaimenovské Perské říši (550–330 př. n. l.) bylo otroctví zrušeno s přijetím věrouky zoroastrismu, jenž institut otroctví zakazuje, vládnoucí vrstvou v 6. století př. n. l., což vedlo například k propuštění Židů z babylonského zajetí.
V těchto zemích bylo otroctví zrušeno v následujícím roce:
- Švédsko: 1335 (ale až roku 1847 v kolonii Svatý Bartoloměj)
- Portugalsko: 1761
- Anglie a Wales: 1772 jako důsledek Somersettova případu
- Skotsko: 1776 jako důsledek Wedderburneského případu
- Haiti: 1791, na základě povstání asi půl miliónu otroků
- Francie (poprvé): 1794–1802, týkalo se všech kolonií
- Argentina: 1813
- Velká Kolumbie (Ekvádor, Kolumbie, Panama, Venezuela): 1821, na základě postupného plánu osvobození (Kolumbie v r. 1852, Venezuela v r. 1854)
- Chile: 1823
- Mexiko: 1829
- Britské impérium: 1833, týkalo se všech kolonií (s účinností od 1. srpna 1834; ve Východní Indii od 1. srpna 1838)
- Mauricius: 1. února 1835, pod britskou nadvládou. Tento den je státním svátkem.
- Dánsko: 1848, týkalo se všech kolonií
- Francie (podruhé): 1848, týkalo se všech kolonií
- Peru: 1851
- Nizozemí: 1863, týkalo se všech kolonií
- Spojené státy americké: 1865, po občanské válce (v některých státech již před rokem 1865)
- Portoriko 1873 a Kuba: 1880 (oba státy v té době byly kolonie Španělska)
- Brazílie: 1888
- Korea: 1894 (dědičné otroctví skončilo v roce 1886)
- Zanzibar: 1897 (obchod s otroky zakázán v roce 1873)
- Čína: 1910
- Myanmar: 1929
- Etiopie: 1936, nařízením italských okupačních sil. Po znovuzískání nezávislosti v roce 1942 císař Haile Selassie otroctví neobnovil.
- Tibet: 1959, nařízením Čínské lidové republiky
- Saúdská Arábie: 1962
- Mauritánie: červenec 1980 (předtím formálně zrušeno francouzskými orgány v roce 1905, poté mlčky (nepřímo) v nové ústavě z roku 1961 a výslovně v říjnu téhož roku, kdy země vstoupila do OSN), ale otrokářství nebylo trestné. V roce 2007 došlo k schválení zákona, který kvalifikuje otrokářství jako trestný čin a hrozí za něj až deset let vězení.[45] I přesto je otrokářství v Mauritánii stále velmi rozšířené.

## Současné formy otroctví
Často se s novodobým otroctvím setkáváme v souvislosti s nelegální migrací. Nelegální migranti jsou nuceni pracovat 16 a více hodin denně po celý týden za minimální mzdu. Bývají obvykle vystaveni nelidskému zacházení ze strany svého zaměstnavatele a strachu z kontrolních úřadů.
I přesto, že je otroctví v dnešní době v každé zemi zakázáno, je dnes počet otroků odhadován mezi 12 miliony a 29,8 miliony.
Podle zprávy organizace Walk Free Foundation z roku 2013 je nejvyšší počet otroků v Indii, přibližně 14 milionů. Následuje Čína (2,9 milionu), Pákistán (2,1 milionu), Nigérie, Etiopie, Rusko, Thajsko, Demokratická republika Kongo, Myanmar a Bangladéš; zatímco mezi zeměmi s nejvyšším podílem otroků byla Mauritánie, Haiti, Pákistán, Indie a Nepál.
V červnu 2013 vydalo americké ministerstvo zahraničí zprávu o otroctví, která zařadila Rusko, Čínu a Uzbekistán na nejhorší místa. Kuba, Írán, Severní Korea, Súdán, Sýrie a Zimbabwe se ocitly také na nejnižší úrovni. Seznam obsahoval i Alžírsko, Libyi, Saúdskou Arábii a Kuvajt mezi celkem 21 zeměmi.

### Sexuální otroctví

Jean-Léon Gérôme: Trh s otroky, cca 1866

Sexuální otroctví je datováno už od starověku. Většinou souviselo s mnohoženstvím nebo právem vlastnit otroky, méně často bylo dědičné. Za druhé světové války např. zneužívali japonští vojáci dívky ve věku nejčastěji 14–19 let z různých podrobených asijských států jako Jižní Koreje, Číny a dalších, které využívali jako svoje sexuální otrokyně („utěšitelky“, angl. comfort women) a hromadně je znásilňovali.

#### Sexuální otroctví v Česku
Také dnes se v Česku vyskytují určité formy sexuálního otroctví, která je opakovaně kritizována mezinárodními nevládními organizacemi za laxní přístup k boji proti obchodu s lidmi a souvisejícím sexuálním otroctvím [zdroj?], které je rozšířeno hlavně v rakouském a německém pohraničí. České trestní právo otroctví hodnotí jako trestný čin zbavení osobní svobody.

## Naděje na změnu
Už od doby, kdy bylo otroctví a zneužívání žen oficiálně zakázáno, působí v řadě zemí misie, které pomáhají uprchlým obětem obchodníků s lidskými orgány a majitelů nevěstinců, stejně tak i neziskové organizace. Značnou činnost vyvíjejí především jezuité, kteří dodnes působí v mnoha zemích Jižní Ameriky, kde je kdysi přivedli Španělé a Portugalci, aby místní obyvatele převedli na víru. V arabských zemích je zase vyvíjen tlak na poskytnutí větších práv pro ženy, které se někdy nemohou vzdělávat a manžel je může prodat na trhu. Ale mnoho se zlepšilo. Po vrcholu v 90. letech způsobeném pozvolným stoupáním počtu otroků od 80. let je v současnosti počet otroků na světě celkově nižší než dříve, zajatců v občanských válkách také ubývá. Také ženy získaly více příležitostí a alespoň částečně mají ve většině zemí šanci na normální život a minimálně základní vzdělání.